# Neverland – Reise in das Land der Abenteuer
Neverland – Reise in das Land der Abenteuer ist ein britisch-US-amerikanischer Fantasy- und Abenteuerfilm, der eine alternative Vorgeschichte zu Peter Pan und James „Jimmy“ Hook erzählt. Der Film entstand unter der Leitung des Regisseurs Nick Willing, der hier auch das Drehbuch verfasste, und wurde 2009 als 2-teiliger Spielfilm für das britische und US-amerikanische Fernsehen produziert. Die Erstausstrahlung erfolgte am 4. Dezember 2011 durch den US-amerikanischen TV-Sender Syfy. In Deutschland entschied man sich gegen die Aufspaltung in mehrere Teile.

## Handlung
Die Handlung beginnt in London Anfang des 20. Jahrhunderts. Der Waisenjunge Peter Pan ist genötigt gemeinsam mit anderen Straßenkindern seinen Lebensunterhalt mit Taschendiebstählen zu bestreiten. Kopf der Bande ist Peters Mentor James Hook, der die ergaunerten Tageseinnahmen der Jungs verwaltet. Auf einem seiner Raubzüge entdeckt Peter eine magische Kugel, die einem Missgeschick geschuldet all seine Freunde, einschließlich Hooks, in eine fantastische Welt ewiger Jugend, in das sagenumwobene Neverland befördert. In Neverland wird die Gruppe von Piraten unter Führung ihrer Kapitänin Bonny entführt. Nur Peter und sein Freund Fox wurden nicht mitgenommen, da sie sich etwas abseits aufhielten. Sie beschließen, die anderen zu suchen und zu befreien. Zuvor werden sie jedoch von Baumgeistern verfolgt, können aber dank Indianern entkommen, die die Baumgeister mit ihrem Gesang vertreiben. Die Indianer nehmen sie auf, verbieten ihnen jedoch ihre Freunde zu retten, da sie dazu einen Weg durch einen Berg passieren müssten, den sie bislang vor den Piraten geheim halten konnten und weder Peter noch Fox genug vertrauen, um ihnen dieses Geheimnis zu zeigen. Die beiden Jungen folgen den Indianern aber heimlich beim Jagen und finden so den Zugang.
Auf dem Piratenschiff beschließt die Kapitänin währenddessen Hook den Krokodilen vorzuwerfen und die Kinder dem Bootsmann Smee zu überlassen. Hook gelingt es sich zu befreien und einige der besten Männer Bonnys zu töten. Beeindruckt von seinen Fähigkeiten, zieht sie ihn in ein vertrauliches Gespräch. Sie erklärt Hook, dass sie auf der Suche nach sogenanntem Feenstaub ist, der den Baumgeistern gehört und sie zu einer Göttin machen könnte. Eines Nachts gelingt es Peter und Fox die anderen Jungen zu befreien. Hook, der sich in Bonny verliebt hat und nun keine Veranlassung dazu sieht, das Schiff zu verlassen, versucht zwar den Jungs zur Flucht zu verhelfen, kann aber nicht verhindern, dass Fox getötet wird.
Peter führt seine Kameraden zum Indianerdorf, wo alle bei guter Verpflegung aufgenommen werden. Nach einiger Zeit der Erholung startet er von hier aus erneut einen Versuch ins Land der Baumgeister zu gelangen. Die Häuptlingstochter Aaya begleitet ihn. Tief im Wald begegnet ihnen ein leuchtendes elfenartiges Wesen – ein Baumgeist namens Tinkerbell, wie sie später erfahren werden. Sie folgen ihm. So gelangen sie in eine geheimnisumwobene Siedlung, deren Umzäunung und innengelegene Bauten ausschließlich aus immensen Rankengewächsen und Gehölzen bestehen. Herrscher und Erschaffer dieses Ortes ist Dr. Richard Fludd, Alchimist der Königin Elisabeth I. Auch er gelangte einst (vor 350 Jahren) durch einen Schlag auf die Kugel nach Neverland. Nach eigener Aussage kann er Peter nach Hause bringen, denn er fertigte eine zweite Kugel, gespeist mit der Energie zweier Meteoren. Nebenbei fand er heraus, dass Neverland ein Planet ist, auf dem – durch seine außergewöhnliche Position im Universum – die Zeit stillsteht.
Auf Hooks Drängen sind sie Peters Spur gefolgt, und nun treffen auch sie in der Stadt des Dr. Fludd ein. Bei der ersten Begegnung mit Dr. Fludd sehen sie diesen sofort als Bedrohung an und erschießen ihn. Auch Peter wird bei einem anschließenden Zweikampf tödlich verletzt. Durch unkontrollierte Gewehrsalven setzen die Piraten unbeabsichtigt die komplette Siedlung in Brand und nehmen die magische Kugel und Aaya mit sich. Die Baumgeister tragen Peter in ihre Felsenhöhle, versorgen seine Wunden und erwecken ihn durch ein Bad in mit Mineralstaub versetztem Wasser zu neuem Leben. Die 3 Ältesten, die das Königreich der Baumgeister regieren, fordern Peter anschließend auf, ihnen die magische Kugel bringen. Sodann werden sie für seine Rückkehr – und die seiner Freunde – auf die Erde sorgen. Um die Mission erfüllen zu können, haben sie ihn mit übernatürlichen Fähigkeiten ausgestattet. Allein durch seine Vorstellungskraft kann er nun Dinge bewirken.
Die Piraten wollen es unter Hooks Führung wagen, die Schlucht zum Tal der Baumgeister zu überqueren. Peter folgt ihnen und versucht unter Präsentation seiner außergewöhnlichen Fähigkeiten Informationen über den Verbleib der magischen Kugel gewaltsam zu erpressen. Doch durch mangelnde Übung und Unachtsamkeit gelingt es den Piraten Peter zu schnappen, der jedoch zuvor noch Aaya zu Flucht verhelfen kann. Hook schließt aus Peters Flugkünsten, dass dieser Kontakt zum Mineralstaub hatte und auch ihn dorthin führen kann. Er gewinnt Peters Vertrauen durch Berichte über Peters Herkunft. Daraufhin zeigt Peter ihm den Weg zum Eingang zur Höhle der Baumgeister. Hook ist am Ziel seiner Wünsche und zeigt nun wieder sein wahres Gesicht. Bonny ist den beiden gefolgt und kommt nun mit einigen Gefolgsleuten aus einem Versteck hervor.
Auf der Suche nach dem Mineralstaub begeben sich nun alle ins Innere der Höhle. Sie finden das Wasserloch in das Peter mit Hilfe der Baumgeister vor nicht allzu langer Zeit eintauchte. Bonny kann es kaum erwarten und steigt als erste hinein. Doch sie hat Pech: Nach dem Auftauchen zerfällt sie zu Staub, weil die Zeremonie nicht von Baumgeistern begleitet wurde, so Peters Vermutung.
Die Indianer stürmen die Höhle, um die Piraten zu verjagen. Peter flieht in den Wald. Die 3 herrschenden Baumgeister lassen ihn dort seine Persönlichkeit vergessen, da er nicht seinen Auftrag, die Piraten zu vernichten, erfüllt hat. Tinkerbell gebietet ihnen Einhalt, wodurch sie selbst in Ungnade fällt, und holt Hilfe für den völlig abwesenden Peter. Aaya bringt ihn zurück ins Indianerdorf. Seinem geistigen Zustand geschuldet benimmt er sich dort unflätig. So stecken ihn die Indianer am Rande ihres Dorfes als Gefangenen in ein Erdloch.
Seine Freunde, die immer noch im Dorf leben, befreien ihn. Nachdem sie ihn von seiner Amnesie geheilt haben, erzählt Peter auch ihnen von der zweiten magischen Kugel und begibt sich sofort nach Bull Island, um sie zu holen. Schiffskoch Smee nannte ihm diesen Ort als Versteck. Auch Hook ist auf dem Weg dorthin. Peter muss ihm nur unbemerkt folgen. Am Ziel angekommen verhindert Peter, dass sein ehemaliger Mentor auf die Kugel schlagen und zurück nach London reisen kann. Peter schlägt ihm im Schwertkampf eine Hand ab.
Gerade als Peter mit der Kugel und der schwerverletzten Tinkerbell aus der Höhle fliegen will, wird
der Ausgang durch eine Gerölllawine verschüttet. Peter ward nicht mehr gesehen.
Als wieder Alltag im Dorf eingekehrt ist, erscheint der totgeglaubte Peter plötzlich in feinem Zwirn. Er war zwischenzeitlich in London, bringt Geschenke für seine Freunde mit und macht ihnen das Leben in Neverland schmackhaft. Schließlich können sie hier ohne Alterungsprozess und ohne von Erwachsenen reglementiert zu werden leben und jede Menge Abenteuer erleben, jedoch war Peters Schatten verschwunden.

## Hintergrund
Der Film wurde in der irischen Hauptstadt Dublin und im italienischen Genua gedreht.

In Großbritannien erfolgte die Erstausstrahlung am 9. Dezember 2011 und in Frankreich wenig später am 30. Dezember. Die deutschen Zuschauer mussten sich bis zum 11. August des Folgejahres gedulden.

Im englischsprachigen Original spricht Keira Knightley die Rolle der Tinkerbell.

Neverland gilt als Prequel zu Peter Pan und Hook.
Darsteller Bob Hoskins hatte bereits in Hook aus dem Jahr 1991 die Rolle des Smee inne.

## Kritiken
TV Spielfilm bezeichnet den Film als „Fantasievolles Familienspektakel“.
Martin Zopick hält das Märchen nicht nur für zu lang, sondern auch für etwas unübersichtlich, besonders in der letzten halben Stunde. „Die Handlung wogt hin und her ohne neue Impulse. Nach wie vor beeindrucken allerdings immer wieder die bombastische Riesenkulisse und die herzigen Baumgeister. Die Schauspiel-Crew ist bis auf Anna Friel als Kapitänin Bonny durchaus munter und unterhaltsam unterwegs. […] Eine gewisse Zeit kann einen die Fantasievielfalt schon beeindrucken, aber auch pausenloses Staunen ist anstrengend. Etwas weniger wäre mehr gewesen.“
Auch Kino.de findet, der Zweiteiler habe unübersehbare Längen und könne nicht jeden Kritiker überzeugen. Für Peter Pan-Fans sei die Story aber eine sehenswerte Alternative, nicht zuletzt aufgrund der hochkarätigen Besetzung. Der erst 15-jährige Hauptdarsteller Charlie Rowe glänze in seiner Rolle als Peter.

## Auszeichnungen
Neverland wurde für den Irish Film and Television Award 2012 in drei Kategorien nominiert.